# 费云良
费云良（1950年—），山东烟台人，汉族，中华人民共和国政治人物、第十一届全国人民代表大会山东地区代表。
毕业于中央党校函授学院经济管理专业，是中共党员。担任山东半岛蓝色经济区建设办公室主任。2008年起担任全国人大代表。